# 角糙鸟蛤
角糙鸟蛤（ (Lamarck, 1819)）又名方鳥尾蛤、沙栖糙鸟蛤、芳香鳥尾蛤，是帘蛤目鸟尾蛤科Vasticardium的一种，主要分佈於台灣及西太平洋。